# اتحاد سورينام لكرة القدم
تأسس اتحاد سورينام لكرة القدم (بالهولندية: Surinaamse Voetbal Bond) في عام 1920م وانضم إلى الإتحاد الدولي لكرة القدم في 1929م وإنضم إلى اتحاد أمريكا الشمالية لكرة القدم في 1965م.

## روابط خارجية
- الموقع الرسمي
- Suriname at the FIFA website.